# Wesam Keesh
Wesam Keesh (Tulsa (Oklahoma), 3 oktober 1987) is een Amerikaans acteur en filmproducent. 

## Biografie
Keesh werd geboren en groeide op in Tulsa (Oklahoma). Hij doorliep de high school aan de Union High School en studeerde hierna af in theaterwetenschap en film aan de University of Tulsa, beide in Tulsa. Hij spendeerde een zomer in Londen voor het acteren aan de Imperial College. Na zijn studie verhuisde hij naar Los Angeles voor zijn acteercarrière. 
Keesh begon in 2011 met acteren in de televisieserie The Mentalist,  waarna hij nog meerdere rollen speelde in televisieseries en films. Zo speelde hij in Awkward (2011-2016), For the People (2018-2019) en Law & Order: Organized Crime (2021-2022). 

## Filmografie

### Films
Uitgezonderd korte films.
- 2016 Zoobiquity - als Zahid Emami
- 2014 The Mummy Resurrected - als Arabische gids 1
- 2011 Santiago - als Billy
- 2011 eCupid - als gast op zwembadfeest

### Televisieseries
Uitgezonderd eenmalige gastrollen.
- 2024 Chicago Fire - als Jared Lennox - 3 afl.
- 2021-2022 Law & Order: Organized Crime - als Adam 'Malachi' Mintock - 10 afl.
- 2021 LA 143 - als James - 2 afl.
- 2020 Good Girls - als Max - 3 afl.
- 2014-2019 NCIS: Los Angeles - als Ehsan Navid - 2 afl.
- 2018-2019 For the People - als Jay Simmons - 20 afl.
- 2011-2016 Awkward - als Kyle Cohen - 23 afl.
- 2016 Steve the Intern - als Cobra - 5 afl.
- 2014 Awkward. Webisodes - als Kyle - 2 afl.
- 2012 Touch - als Tarik - 2 afl.

### Filmproducent
- 2016 Steve the Intern - televisieserie - 4 afl.
- 2014 Hyperion - korte film